# شووا، فوکوشیما
شووا، فوکوشیما (به لاتین: Shōwa, Fukushima) یک منطقهٔ مسکونی در ژاپن است که در استان فوکوشیما واقع شده‌است. شووا ۲۰۹٫۳۴ کیلومتر مربع مساحت و ۱٬۳۳۲ نفر جمعیت دارد.